# 朱充𤆑
砀山悼怀王朱充𤆑（1505年—1531年），明朝代懿王朱俊杖的庶十二子，明朝第一代也是唯一一代砀山王。

## 生平
嘉靖九年（1530年）十一月，明世宗命會昌侯孫杲等人為正使，刑部員外郎陳耀等為副使，持節冊封朱充𤆑為碭山王。但朱充𤆑在翌年（1531年）就去世，因為沒有子嗣，國除。
嘉靖十二年（1533年）正月，封朱充𤆑的遺孀、南城兵馬副指揮張鸞的女兒為碭山王妃。十三年（1534年）十二月，命成安伯郭瓚等為正使持節、尚宝司司丞桂輿等為副使捧冊，封張氏為碭山王妃。

## 评价
- 《弇山堂别集》卷075：未中早夭，慈仁短折。